# Apaeleticus mesostictus
Apaeleticus mesostictus là một loài tò vò trong họ Ichneumonidae.